# Leuchtturm Baltijsk
Der Leuchtturm Baltijsk (Oberfeuer) (russisch Балтийский маяк Baltijski majak, bis 1946 Leuchtturm Pillau) ist ein Leuchtturm am Eingang zum Frischen Haff (russisch Калининградский залив Kaliningradski saliw) von der Ostsee und befindet sich im nördlichen Teil der Frischen Nehrung (russisch Балтийская коса Baltijskaja Kossa) in der Stadt Baltijsk (deutsch Pillau, russisch Балтийск) in Russland (Kaliningrad Oblast).
Die Stadt ist seit der Sowjetzeit als Marinestützpunkt der Baltischen Flotte ein militärisches Sperrgebiet. Der Zugang zum Leuchtturm ist nur Anwohnern und mit Sondergenehmigung möglich. Er ist als Kulturdenkmal der Russischen Föderation  eingetragen und auch der westlichste Leuchtturm Russlands. 

## Geschichte
1479 und 1510 durchbrachen Stürme die Frische Nehrung und eine schiffbare Rinne, genannt „Das Gatt“ entstand.
1497 entstand, durch eine Sturmflut, das Pillauer Tief mit 550 m Länge und 360 m Breite. Diese neue Durchfahrt durch die Nehrung zwischen Frischem Haff und Danziger Bucht war nun auch wieder für die Koggen der Hanse passierbar. Dadurch konnte sich Pillau später zu einer strategisch wichtigen Hafenstadt entwickeln. Historischen Quellen zufolge werden die Leuchtfeuer an der Durchfahrt bereits 1562 erwähnt.
Das damals preußische Pillau als Seestadt brauchte dringend bessere Navigationshilfen. Seit dem Herbst 1741 wurden die Feuer auf dem hölzernen Turm am Pfundbudenberg zu einem Bezugspunkt der Schiffe.
1756 wurden in der Nähe des umgebauten Turms noch Laternen mit Kohlefeuern installiert. Die Reflexion dieser Flammen vor den montierten Metallplatten war weit entfernt zu sehen.
Die Pfundbude wurde 1804 abgerissen, weil man von dort oben einen Einblick in die Befestigungsanlagen befürchtete. Das Feuer wurde auf den Lemberg (Schwedenschanze) verlegt.
Im Laufe der Zeit wurde klar, dass das Leuchtfeuer nicht ausreichte. Es wurde beschlossen, einen neuen großen Steinleuchtturm an der Ecke Licentstraße/Lotzenstraße zu bauen. Er wurde aus Ziegeln 20 Meter hoch errichtet. Der Architekt des Leuchtturms ist nicht genau bekannt, nach einer Version war es der berühmte Architekt Karl Friedrich Schinkel, nach der anderen der Wasserbauingenieur Schultz. Der Leuchtturmbetrieb wurde erstmals im Januar 1813 aufgenommen, nachdem die französische Garnison die Festung verlassen hatte.
Der neue Leuchtturm wurde von Johann Friedrich Peterson aus Seefeld in Holstein erbaut. Im August 1803 wurde Peterson zum Inspektor der Häfen von Pillau ernannt. Er begann 1809 mit dem Bau des 33,2 Meter hohen Leuchtturms und vollendete ihn 1816. Die ursprüngliche Lichtquelle war Pflanzenöl, das 1874 aufgrund seiner hohen Kosten durch Kerosin ersetzt wurde. Sechs Dochte brannten in der Lampe.
Ab Ende des 19. Jahrhunderts gab es brauchbare Gaslampen. Erstmals in Europa wurde Gaslicht auf dem Pillau-Leuchtfeuer installiert, das im automatischen Modus betrieben wurde. Nachdem die Leuchtturmwärter den Umgang mit Flüssiggas beherrschten, konnte die Lampe monatelang brennen, ohne dass tägliche Wartung erforderlich war.
1909 erhielt er zusammen mit dem Memeler Leuchtturm eine damals moderne, doppelstöckige Laterne mit einer Fresnel-Linse für unterbrochene Lichtsignale und wurde 1913 auf elektrischen Strom umgestellt.
Seit Mitte der 1930er Jahre war der Betrieb vollautomatisch. Seit der Aufnahme in das internationale Sicherheitssystem lief er im 24-Stunden-Betrieb.
Der Leuchtturm diente 1945 als Bezugspunkt für sowjetische Piloten, die Pillau beschossen und bombardierten. Durch einen glücklichen Zufall entging er der Zerstörung, da die Wehrmacht beim Abzug den Turm nicht sprengte. Am 25. April 1945 wurde die Stadt von der Roten Armee erobert. Die Leuchtfeuertechnik war beschädigt und unbrauchbar. Immer noch findet man heutzutage Einschusslöcher – eine Erinnerung an den letzten Krieg.
Da der Hafen von Pillau (nun russisch Пиллау am 27. November 1946 in russisch Балтийск Baltiysk umbenannt) zum Hauptquartier der Baltischen Flotte wurde, musste der im Zweiten Weltkrieg leicht beschädigte Leuchtturm bis 2. September 1945 notdürftig repariert werden. Zunächst wurde hier ein provisorisches Feuer angezündet. Der Abbau der Ruinen und der Bau der Leuchtturmstadt wurden jedoch bis 1953 fortgesetzt. Nach Abschluss des Baus eines neuen technischen Gebäudes, wurde der Leuchtturm komplett restauriert. Das lichtoptische Gerät wurde von der deutschen Firma Reith-Mayer hergestellt, Strom wurde von sowjetischen Dieselaggregaten erzeugt.
1955 wurde ein Gebäude mit acht Wohnungen für das Wartungspersonal und Lagerräumen für Kraftstoff sowie Vorräte direkt an den Turm angebaut.
1967 konnte Russlands westlichster Leuchtturm wieder für die Öffentlichkeit geöffnet werden. Ein Besuch der Stadt mit Zugang zum Turm ist jedoch genehmigungspflichtig.

## Bauweise
Die Höhe des Leuchtturms, dessen Feuer in einer Entfernung von 16 Seemeilen sichtbar ist, erreicht 33,2 Meter über dem Meeresspiegel. Zusammen mit dem Unterfeuer markiert er eine Zufahrt, die von See in den Hafen von Baltiysk führt.
Das Fundament des Leuchtturms besteht aus riesigen Granitblöcken, die von halben Meter hohen Pfählen umgeben sind, die mit schweren geschmiedeten Ketten zur Festigkeit zusammengezogen sind. Trotz der meterdicken Mauern wirkt der Leuchtturm leicht und schlank, ähnlich einem hohen Minarett. Das Mauerwerk des Leuchtturms ist ein Monolith, der Naturkatastrophen standhält. Es ist ein leicht konischer Ziegelsteinturm mit zwei Galerien oben und einer zylindrischen Glaslaterne. Bis 1930 war der Turm vollständig weiß, und am Vorabend des Zweiten Weltkriegs wurde die obere Hälfte des Leuchtturms rot gestrichen, während das Unterteil weiß blieb. In den ersten Nachkriegsjahren änderte sich die Kombination dieser Farben erneut zugunsten von Weiß. Jetzt ist der untere Teil des Leuchtturms weiß, der obere rot angestrichen.
Tagsüber ist der Leuchtturm aufgrund seiner ursprünglichen architektonischen Form, Farbe und spezifischen natürlichen und städtischen Landschaft leicht zu erkennen.
Bis in den Zweiten Weltkrieg befand sich auf dem Platz vor dem Leuchtturm ein Denkmal für den Großen Kurfürsten, der viel für die Entwicklung von Pillau getan hatte. Es wurde im Krieg demontiert und 1955 in Eckernförde wieder aufgestellt. Inzwischen wurde es durch ein Denkmal für Peter den Großen ersetzt.

## Unterfeuer
| Name                | Name | Koordinaten                      |                       | Turmhöhe       | Feuerhöhe      | Kennung∡°       | Reichweite      | #                      |
| ------------------- | --- | -------------------------------- | --------------------- | -------------- | -------------- | --------------- | --------------- | ---------------------- |
| Baltijsk Unterfeuer | Bild gesucht Die Wikipedia wünscht sich an dieser Stelle ein Bild vom hier behandelten Ort. Falls du dabei helfen möchtest, erklärt die Anleitung , wie das geht. BW | 54° 38′ 33,9″ N, 19° 52′ 56,8″ O | Ostsee, Pillauer Tief | 23 m (75,5 ft) | 21 m (68,9 ft) | Oc W 12s116–128 | 12 sm (22,2 km) | UKHO: C3100, NGA: 7060 |

Zylindrischer Skelettturm. Die Vorderseite des Turms trägt eine trapezförmige Lattenmarkierung, die weiß gestrichen und mit einem schwarzen vertikalen Streifen versehen ist. Das Licht ist unter der Turmspitze montiert. Es markiert den Einfahrtbereich für den Hafen und das Haff. Der ursprüngliche vordere Leuchtturm war ein 8 m hoher Gusseisenturm. Das Bauwerk liegt an der Ostseite des Eingangskanals, 770 m nordwestlich des Oberfeuers und neben der historischen Festung Pillau.

## Galerie

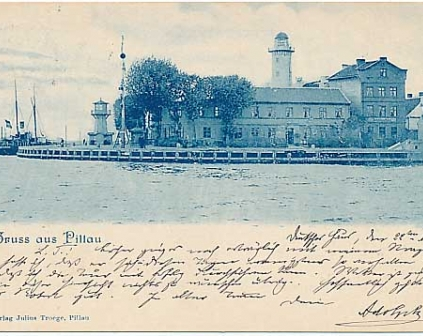
1899
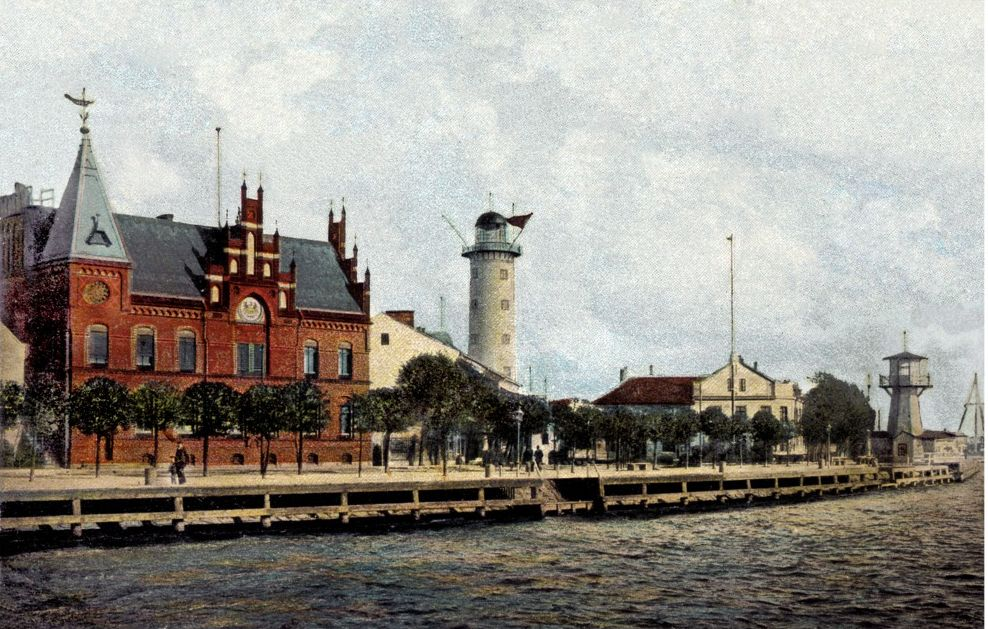
Postamt und Leuchtturm, 1900
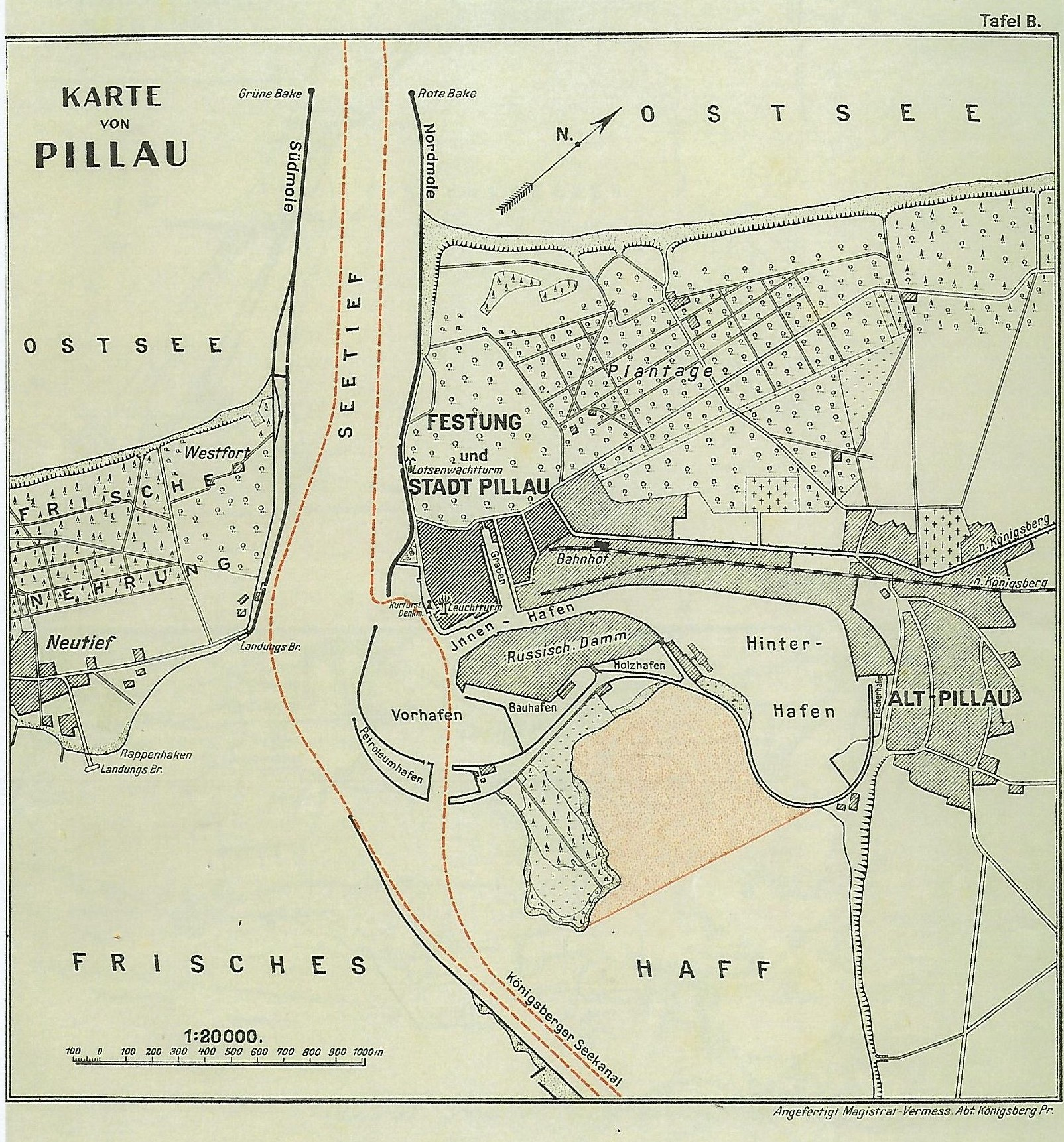
Karte Hafen 1927
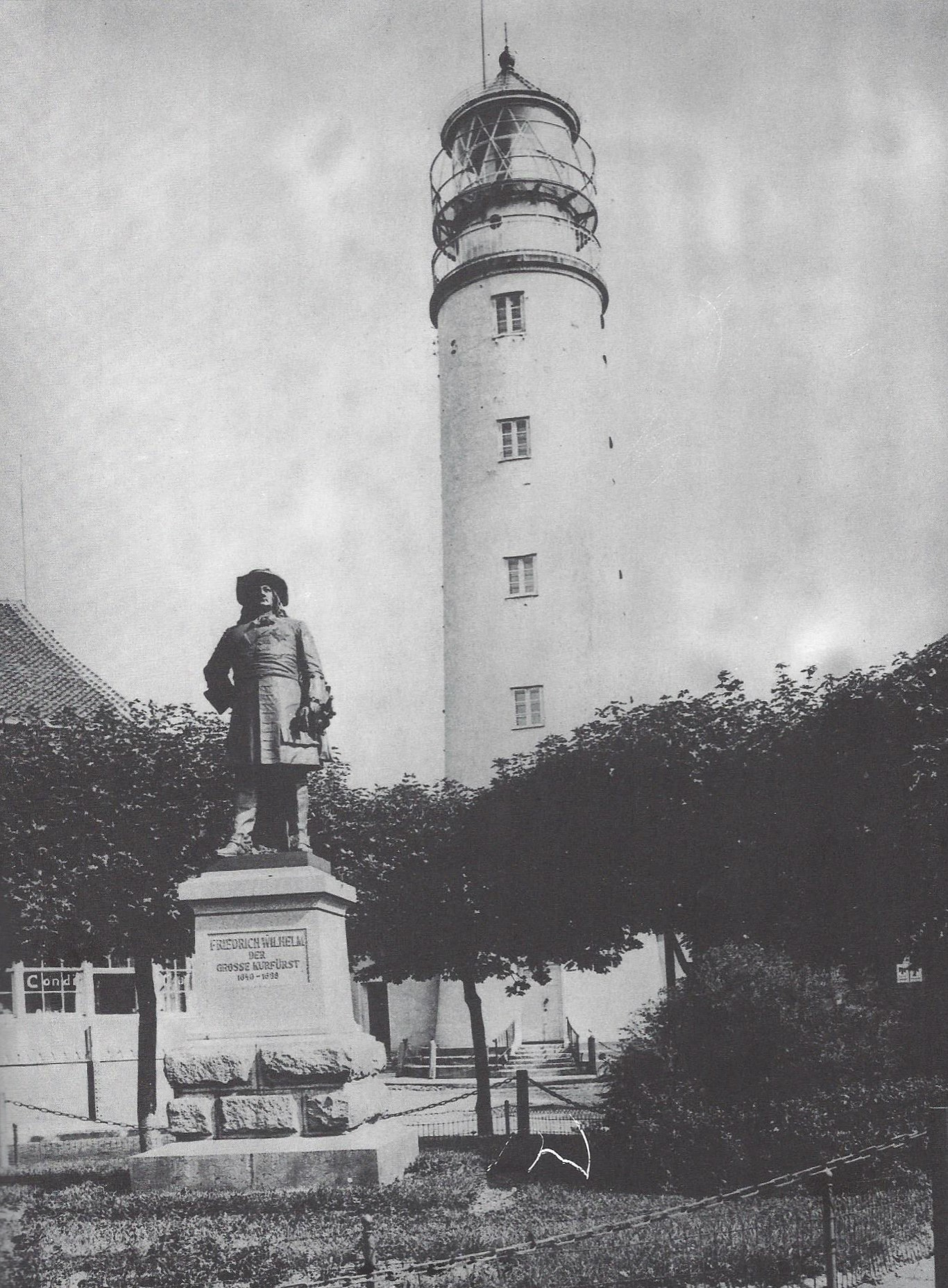
Leuchtturm mit Denkmal des Großen Kurfürsten
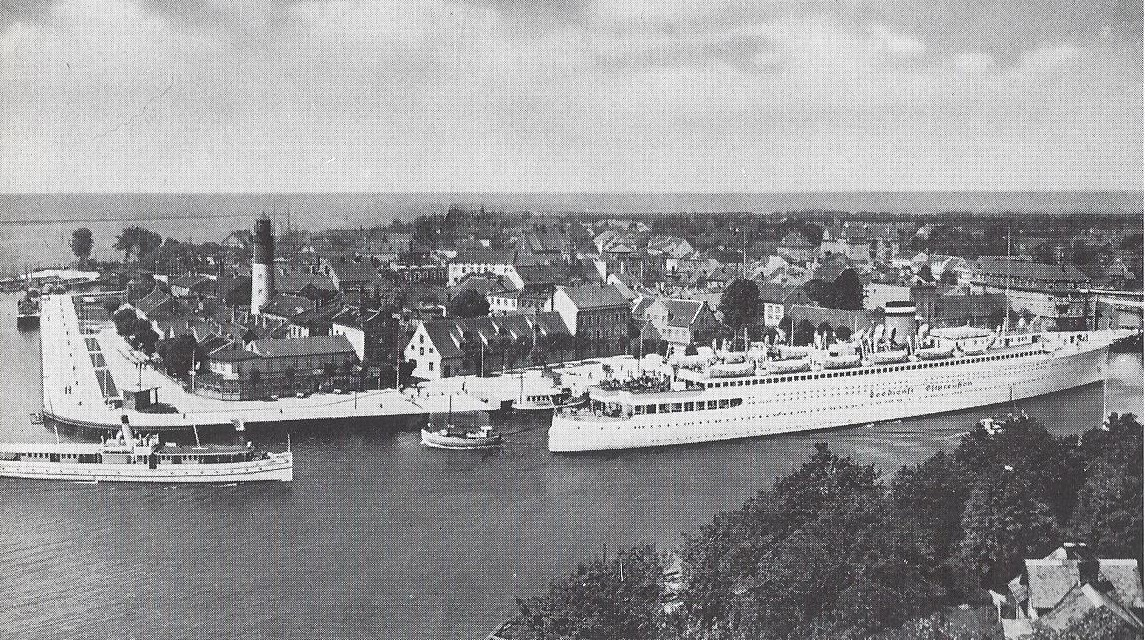
Pillau mit Hafen und Schiff des Seedienst Ostpreußen, 1930er-Jahre
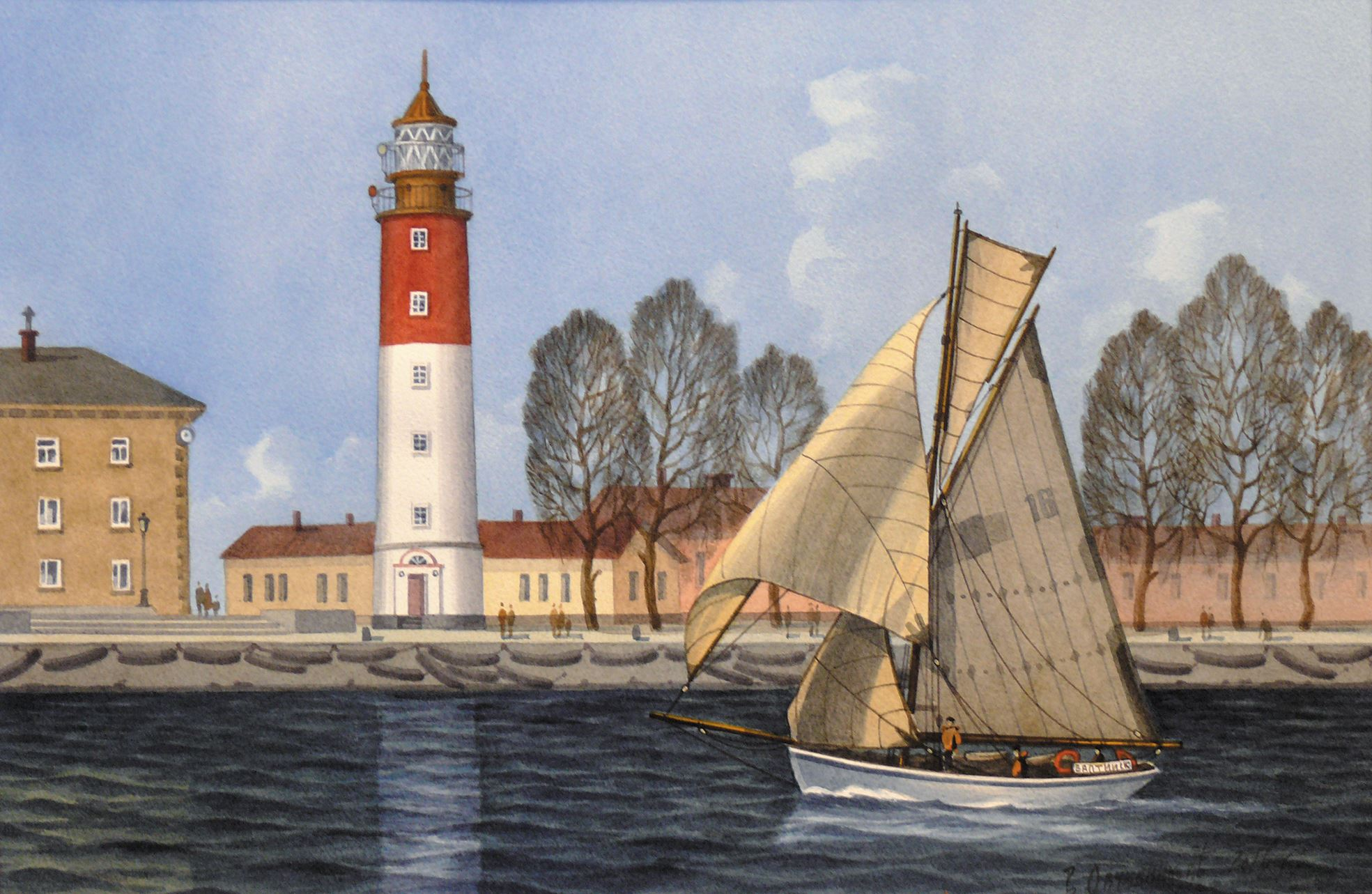
Leuchtturm Baltijsk, Künstler Vyacheslav Ovchinnikov
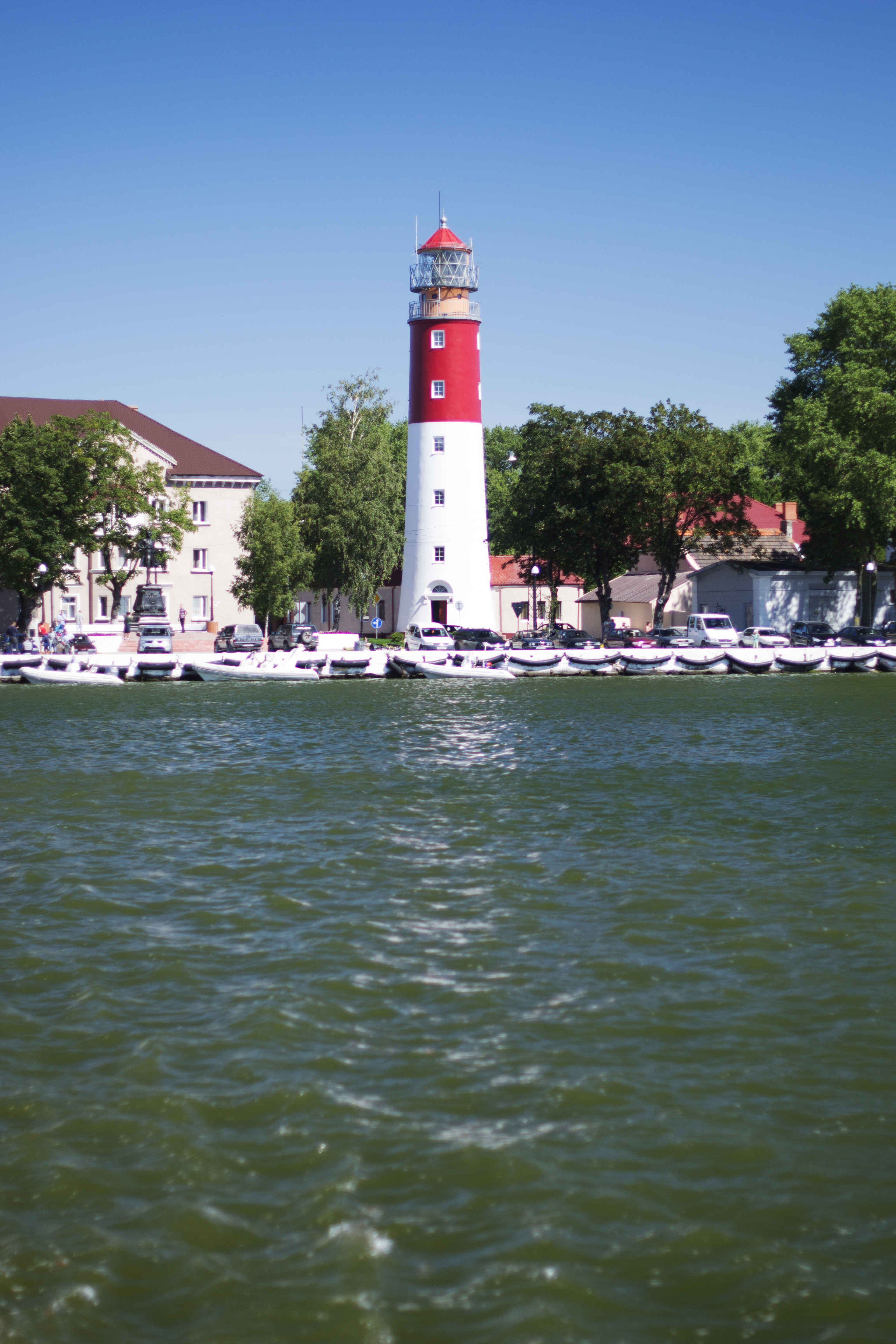
2015
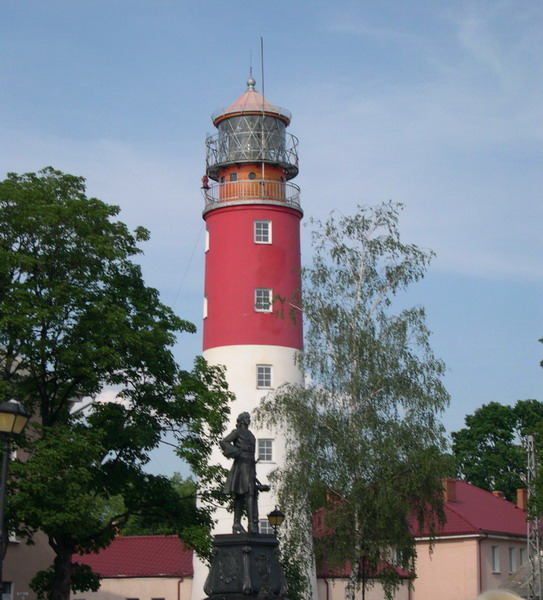
Leuchtturm mit Denkmal Peter I.